# Ultimate Golf
Ultimate Golf, scritto anche Ultimate Golf Simulation in copertina, è un videogioco sportivo dedicato al golf annunciato da Ubisoft l'11 maggio 2000 e poi pubblicato il 28 luglio dello stesso anno.

## Caratteristiche
- Campo di golf realizzato con la grafica 3D[1].
- Il gioco è reso più difficoltoso dalle condizioni climatiche avverse che il giocatore si troverà ad affrontare[1].
- È possibile scegliere in quale club giocare[1].
- 3 ambienti diversi: le foreste inglesi, le isole Hawaii e i canyon dell'Arizona[1].
- 7 modalità di gioco: stroke play, match play, torneo, gran torneo, fourball, foursome, pratica[1].
- Il movimento della camera segue la pallina in tempo reale[1].
- Opzione multi-player: fino a quattro giocatori, anche collegati in Internet[1].